# Nymphalis magnimaculata
Nymphalis magnimaculata är en fjärilsart som beskrevs av Reuss 1911. Nymphalis magnimaculata ingår i släktet Nymphalis och familjen praktfjärilar. Inga underarter finns listade i Catalogue of Life.